# 濛溪河
濛溪河，是中国长江流域的一条河流，汇入沱江支流，属于沱江水系。河长120千米，流域面积1470平方千米，年均流量12立方米每秒。自然落差130米。